# Carex baiposhanensis
Espèce
Classification phylogénétique
Carex baiposhanensis est une espèce de plantes du genre Carex et de la famille des Cyperaceae.